# Acrosemia tigrata
Acrosemia tigrata là một loài bướm đêm trong họ Geometridae.